# Heretic (Film)
Heretic (englisch für „Häretiker“ oder „Ketzer“) ist ein Spielfilm der Autorenfilmer Scott Beck und Bryan Woods aus dem Jahr 2024. Der Horrorfilm handelt von zwei jungen Mormoninnen (Sophie Thatcher und Chloe East), die auf interessierte Haushalte zugehen. Daraufhin werden sie von einem älteren Mann (Hugh Grant) zu einem tödlichen Katz-und-Maus-Spiel in seinem labyrinthartigen Haus gezwungen. Die US-amerikanische Produktion wurde im September 2024 auf dem Filmfestival von Toronto gezeigt. Regulärer Kinostart in den USA war am 8. November 2024, in Deutschland am 26. Dezember 2024.

## Handlung
Die beiden jungen und noch unerfahrenen Missionarinnen Schwester Barnes und Schwester Paxton gehen von Tür zu Tür, um die frohe Botschaft der Kirche Jesu Christi der Heiligen der Letzten Tage zu verbreiten. Sie sind mit ihren Fahrrädern den Tag über unterwegs und arbeiten eine Liste von Haushalten ab, bei denen sie klopfen müssen, was nur mäßig von Erfolg gekrönt ist. Als das Wetter schlechter wird und es zu regnen beginnt, erreichen sie ein von hohen Bäumen umgebenes Vorstadthaus, das von dem höflichen und interessierten Mr. Reed bewohnt wird. Er gibt vor, dass seine Ehefrau gerade in der Küche einen Blaubeerkuchen zubereitet. Daraufhin betreten Schwester Barnes und Schwester Paxton ohne Argwohn das Haus.
Beim gemeinsamen Gespräch im Wohnzimmer zeigt sich Mr. Reed aufrichtig fasziniert von der Geschichte und den Lehren des Mormonentums. Auch kennt er sich mit allen Weltregionen gut aus und diskutiert angeregt mit Schwester Barnes und Schwester Paxton. Als es allmählich Abend wird, verlässt Mr. Reed den Raum, um angeblich nach dem Kuchen zu sehen. Tatsächlich setzt der Hobby-Modellbauer einen hinter einer Lichtschalter-Armatur versteckten, geheimnisvollen technischen Mechanismus in Gang. Währenddessen findet Schwester Barnes heraus, dass der Blaubeerduft im Haus von einer Duftkerze stammt. Die beiden Frauen bekommen Angst und versuchen aus dem Haus zu fliehen, jedoch ist die Haustür von innen verschlossen. Schwester Barnes und Schwester Paxton flehen Mr. Reed an, sie gehen zu lassen. Dieser lässt ihnen nur eine Möglichkeit – die beiden jungen Frauen sollen ihrem Glauben vertrauend zwischen zwei Türen wählen, die Mr. Reed mit Kreide mit den Worten „Belief“ („Glaube“) beziehungsweise „Disbelief“ („Unglaube“) beschriftet hat. Er präsentiert die verschiedenen Weltreligionen als Versionen, die aus Elementen früherer Glaubensrichtungen bestehen und die modernisierte Vermarktung des Glaubens ermöglichen. Durch Missionarinnen könne noch stärker als im Judentum der Eingottglaube verbreitet werden. Die Religion würde vermarktet wie das beliebte Monopolyspiel. Im Keller würden beide Missionarinnen daraufhin Zeuginnen „eines Wunders“ werden, so Mr. Reed. Schwester Barnes und Schwester Paxton müssen sich auf das gefährliche Katz-und-Maus-Spiel einlassen. Bald stellen sie fest, dass es aus dem Keller von Mr. Reed kein Entkommen gibt.
Dabei sehen sich die Missionarinnen stets von Mr. Reed überwacht, der mit ihnen zunächst durch ein Rohr von oben aus kommuniziert, später aber in den Keller hinunterkommt. Er präsentiert den Schwestern das „Wunder“, bei dem es sich um die vermeintliche Wiederauferstehung einer Frau handelt, die zunächst einen vergifteten Kuchen isst, hierdurch unmittelbar verstirbt und kurz darauf angeblich wieder zum Leben erwacht. Bei einer anschließenden verbalen Konfrontation der Schwestern mit Mr. Reed wird Schwester Barnes von ihm plötzlich tödlich verletzt, da er ihr die Kehle aufschneidet; Schwester Paxton ist nun auf sich allein gestellt. Als sie tiefer in den Keller hinabsteigt, erkennt sie, dass Mr. Reed die bei der Vorführung des „Wunders“ Verstorbene lediglich mit einer noch lebenden, ähnlich gekleideten Frau ausgetauscht und die Leiche ein Stockwerk tiefer abgelegt hat. Schwester Paxton folgt dem Keller-Labyrinth weiter; dieses findet sein Ende in einem Verschlag, in dem mehrere Frauen in Käfigen eingesperrt sind. Mr. Reed verkündet, dass Kontrolle die einzig wahre Religion sei. Schwester Paxton kann ihn nun mit einem aus dem Haus entwendeten Brieföffner in den Hals stechen; bevor sie das Haus verlassen kann, holt sie der verletzte Mr. Reed aber ein und sticht ihr mit einem Messer in den Bauch. Nun kommt die tot geglaubte oder wiederauferstandene Schwester Barnes hinzu, verletzt Mr. Reed tödlich, und sie stirbt anschließend. Schwester Paxton findet durch das Holzmodell des Hauses den einzigen Ausweg durch ein enges Fenster im oberen Stock. Es zeigt sich ihr im Sterben der Schmetterling auf ihrer Hand, in den sie sich nach ihrem Tod verwandeln wollte, um den Trauernden Trost zu spenden. Oder jedoch es gelingt ihr zu überleben, und sie verlässt verwundet das Haus; ihr weiteres Schicksal bleibt offen mit dem Blick über eine schneebedeckte Wiese im Abendlicht.

## Veröffentlichung
Die Premiere von Heretic war am 9. September 2024 in der Sektion Special Presentation des 49. Toronto International Film Festival. Ein regulärer Kinostart in den USA ist am 8. November 2024 im Verleih von A24 erfolgt. In deutschen Kinos ist Heretic regulär ab 26. Dezember 2024 im Verleih von Plaion Pictures angelaufen.

## Rezeption
Heretic erhielt ein gutes Presseecho, was sich auch in den Auswertungen US-amerikanischer Aggregatoren widerspiegelt. So erfasst Rotten Tomatoes größtenteils positive Besprechungen und ordnet den Film dementsprechend als „Zertifiziert Frisch“ ein. Laut Metacritic fallen die Bewertungen im Mittel „Grundsätzlich Wohlwollend“ aus.
Hauptdarsteller Hugh Grant wurde 2025 für den Golden Globe Award als bester Komödiendarsteller nominiert.